# Кларк, Даглас
Даглас Дэниел Кларк (англ. Douglas Daniel Clark; 10 марта 1948, Северный Миддлтон, округ Камберленд, Пенсильвания — 11 октября 2023, Сан-Квентин, Калифорния) — американский серийный убийца. Кларк совместно с сообщницей Кэрол Банди летом 1980 года совершил серию как минимум из шести убийств молодых девушек в районе Сансет-Стрип — части бульвара Сансет, проходящего через Западный Голливуд и являющегося центром ночной жизни Лос-Анджелеса, благодаря чему Кларк и Банди получили прозвище «Sunset Strip Killers». Свою вину Кларк не признал. В 1983 году Кларк был приговорен к смертной казни, но смертный приговор так никогда и не был приведен в исполнение. Кларк умер 11 октября 2023 года, проведя в камере смертников более 40 лет.

## Ранние годы
Даг Кларк родился 10 марта 1948 года в городе Северный Миддлтон округ Камберленд штат Пенсильвания. Он был третьим ребёнком в семье из пяти детей. Его отец Франклин Кларк был офицером военно-морской разведки. Франклин Кларк проходил службу на базах США в различных странах, в связи с чем детство Дага прошло в постоянных переездах и сменах мест жительства. Всего же в период с 1948 по 1967 год Дагу Кларку удалось побывать в 37 странах. Вследствие социально-благополучной обстановки в семье и материальной обеспеченности, Даглас Кларк с юношеских лет начал страдать комплексом превосходства, злоупотреблять алкогольными веществами и демонстрировать деструктивное поведение по отношению к родственникам и знакомым, в связи с чем, обучаясь в одной из престижных школ Швейцарии, был исключён после окончания 9-го класса.
В середине 1960-х годов семья обосновалась в городе Калвер (штат Индиана), где Кларк поступил в престижную военную школу Culver Military Academy, которую окончил в 1967 году. После окончания школы Даг Кларк был призван в армию США, которая в то время вела войну во Вьетнаме. Кларк проходил службу в Военно-воздушных силах США. В 1970 году Кларк уволился из рядов армии США. В 1972 году Даглас Кларк женился. После развода, последовавшего в 1976 году, Кларк переехал в Лос-Анджелес (штат Калифорния), где нашёл работу оператора паровой установки в Департаменте водоснабжения и энергетики Лос-Анджелеса. В конце 1970-х годов Кларк переехал в город Бербанк, где стал работать оператором котельной на мыловаренном заводе Jergense.
Он вёл законопослушный образ жизни, много свободного времени проводил в барах, расположенных в районе Западного Голливуда, и обществе проституток, но не был замечен в деструктивном поведении и антиобщественных выходках и никогда не подвергался арестам. В начале 1980 года Кларк познакомился с Кэрол Банди, старше его на шесть лет и, вскоре стал с ней сожительствовать. Женщина сильно повлияла на психоэмоциональное состояние Дага Кларка, вследствие чего его поведение сильно изменилось, он стал демонстрировать признаки деструктивного поведения по отношению к знакомым и сослуживцам на работе, из-за чего весной 1980 года был уволен с завода Jergense. Кроме того, Кларк стал демонстрировать признаки сексуальной девиации, в связи с чем был вынужден покинуть съёмную квартиру и переехать в апартаменты Кэрол Банди, после чего в городе произошла серия убийств.

## Убийства
12 июня 1980 года Кларк на бульваре Сансет посадил в свой автомобиль двух сестёр-автостопщиц, 16-летнюю Синтию Чендлер и 15-летнюю Джину Марано. Угрожая оружием, Кларк заставил Синтию Чендлер заняться с ним оральным сексом, после чего застрелил обеих девушек. В качестве орудия убийства Кларк использовал пистолет 25-го калибра. После убийства Кларк изнасиловал трупы обеих девушек, после чего выбросил их недалеко от кладбища Forest Lawn.
О совершении убийства Кларк впоследствии признался Кэрол Банди и одной из знакомых одной из жертв, чей номер телефона Кларк нашел в личных вещах убитых. Рано утром 23 июня 1980 года Кларк, действуя по той же схеме, заманил в автомобиль 24-летнюю Карен Джонс и 21-летнюю Экси Уилсон, которые подрабатывали проституцией на бульваре Сансет. Кларк застрелил обеих девушек. В ходе постмортальных манипуляций Кларк изнасиловал их трупы и отделил голову Экси Уилсон, после чего оставил тела в пределах города Бербанк. Голову Уилсон Кларк хранил несколько дней в холодильнике и занимался с ней оральным сексом, после чего выбросил. Голова была найдена 27 июня 1980 года в деревянном ящике, завернутая в джинсы и розовую футболку с надписью «Папина девочка», после чего личность Уилсон была окончательно идентифицирована.
Из тел девушек впоследствии также были извлечены пули 25-го калибра. Через неделю в одном из оврагов возле одного из шоссе были найдены мумифицированные останки молодой девушки, которая была идентифицирована как 17-летняя Марнетт Комер. Сестра убитой заявила полиции, что вещи, найденные вместе с головой Экси Уилсон, принадлежали Марнетт Комер, так как перед исчезновением в мае 1980 года Марнетт была одета именно в эту одежду. Из останков Комер были также извлечены пули 25-го калибра.

## Арест и разоблачение
Даглас Дэниел Кларк был арестован 12 августа 1980 года по обвинению в соучастии убийства Джека Роберта Мюррея. Показания против Кларка дала Кэрол Банди, которая 11 августа обратилась в полицию и чистосердечно призналась в совершении убийства Мюррея. Согласно ее показаниям, с Джеком Мюрреем Банди была знакома и поддерживала интимные отношения. В середине лета Мюррей был осведомлен о том, что Кларк имеет причастность к серийным убийствам девушек на Сансет-Стрип. Но опасаясь разоблачения, 5 августа во время свидания Банди застрелила Джека Мюррея и обезглавила его тело с помощью Дага Кларка.
После ареста Даглас Кларк все отрицал, но в ходе допроса и найденных улик после проведенного обыска квартиры, гаража и машины подозреваемого было выяснено, что Кларк владел двумя пистолетами 25-го калибра, которые приобрела весной 1980 года незадолго до начала смертельного сериала Кэрол Банди. Пистолеты в итоге были найдены в районе котельной на новом рабочем месте Дага Кларка. Судебно-баллистическая экспертиза по следам нарезов стволов пистолетов впоследствии установила, что все найденные жертвы были убиты из этого оружия. На основании экспертизы было установлено, что еще одной жертвой серийного убийцы была молодая девушка, чьи скелетированные останки были найдены 26 августа 1980 года уже после ареста подозреваемых. Жертва не была идентифицирована и проходила в расследовании под именем «Джейн Доу 18»; из ее останков также были извлечены пули, выпущенные из пистолетов, принадлежащих Кларку и Банди.
Несмотря на заявление Кэрол Банди, согласно которому Джек Мюррей был также застрелен в голову из пистолета 25-го калибра, обвинение в убийстве Мюррея Дагу Кларку предъявлено не было, так как голова Мюррея так никогда и не была найдена. На основании этих доказательств Дагласу Кларку осенью 1980-го были предъявлены обвинения в шести убийствах.

## Суд
Суд над Дагом Кларком начался 30 октября 1980 года. Ему было предъявлено обвинение в шести убийствах, соучастии в убийстве Джека Мюррея, а также было предъявлено обвинение в сексуальном домогательстве по отношению к 11-летней девочке. Помимо найденных орудий убийства основную доказательную базу составили пятна крови, найденные в машине и гараже обвиняемого, а также показания Кэрол Банди, которая на процессе получила статус ключевого свидетеля обвинения и заявила, что причастна к убийству одной из жертв Кларка, чья личность так и не была никогда установлена. Согласно ее показаниям, Даг Кларк совершил убийство девушки непосредственно во время полового акта.
Кларк отверг все обвинения в некрофилии и некросадизме, но под давлением вещественных доказательств во время судебных заседаний вынужденно признал, что страдает сексуальными девиациями с 16-летнего возраста. Практически все судебные заседания этого судебного процесса сопровождались неизменными истериками, вспышками гневами и спорами Дага Кларка с судьей и прокурорами.
Кларк неоднократно подавал жалобы на судебную систему США, на действия полиции и на своих адвокатов, вследствие чего успешно затянул судебный процесс на несколько лет. В течение процесса Кларк поменял трех адвокатов, ссылаясь на их некомпетентность, в свою очередь, один из его адвокатов Максвелл Кит незадолго до оглашения вердикта заявил, что его подопечный страдает тяжелым психическим заболеванием и коммуникация с ним невозможна. Кит отметил, что в своей юридической практике не имел подобных прецедентов.
В январе 1983 года коллегия присяжных заседателей признало Кларка виновным в серийных убийствах девушек на Сансет-Стрип, на основании чего 16 февраля 1983 года Даглас Кларк был приговорен к смертной казни. Свою вину в инкриминируемых ему преступлениях Кларк так и не признал и настаивал на своей невиновности.
Кэрол Банди 1 июня 1983 года была приговорена в пожизненному лишению свободы с правом подачи ходатайства на условно-досрочное освобождение по отбытии 26 лет заключения. Всего же во время следствия Кларка и Банди проверяли на причастность к более 25 убийствам. Выступая на процессе в качестве свидетеля обвинения, Банди заявила, что в свое время Даг Кларк признался ей в совершении 47 убийств начиная с 1965 года.

## В заключении

Даглас Кларк в 2011 году

Все последующие годы жизни Даг Кларк провёл в камере смертников тюрьмы Сан-Квентин в ожидании исполнения смертной казни. Несмотря на обвинительный вердикт и приговор существовала вероятность судебной ошибки и виновность Кларка оспаривалась рядом экспертов и криминологов. Основными доказательствами послужили показания Кэрол Банди, обнаружение орудий убийств на рабочем месте Кларка и запись телефонных звонков, которые Кларк совершил после убийств Джины Марано и Синтии Чендлер одной из их подруг, чей номер телефона по версии следствия он обнаружил среди вещей убитых им девушек. В то же время на судебном процессе показания Банди оказались крайне противоречивыми и показали большое несоответствие в деталях. Согласно ее показаниям, Кларк после убийств Марано и Чендлер оставил на их трупах свои биологические следы, но во время расследования на теле Марано следов спермы обнаружено не было. На телах Синтии Чендлер и Экси Уилсон были обнаружены следы спермы и крови. Судебно-биологическое исследование следов семенной жидкости показало несоответствие с группой крови Дагласа Кларка. Во время исследования ротовой области головы Экси Уилсон не было обнаружено следов спермы, но был обнаружен фермент кислая фосфатаза, который мог содержаться в семенной жидкости Кларка и спинномозговой жидкости Уилсон. По результатам судебно-медицинской экспертизы было вновь установлено несоответствие с его группой крови. Во время судебного процесса Кларк предоставил алиби на пять из семь убийств, за которые был осуждён, и вещественные доказательства, которые оправдывали его в убийствах Джонс и Уилсон, но его адвокат на судебных заседаниях находился в состоянии алкогольного опьянения и не выполнял в полной мере своих обязательств, вследствие чего свидетели защиты не были вызваны в суд. Кроме этого, Кларк во время судебного процесса неоднократно настаивал на замене своих защитников, предоставленных государством, на основе этих фактов было выявлено нарушение конституционных прав осуждённого.
Судебно-медицинская экспертиза выявила у Кларка порог коэффициента интеллекта в 118 баллов, а также шизоаффективное расстройство личности, но признала полностью вменяемым и отдающим себе отчет в своих действиях, что было оспорено рядом независимых экспертов.
В конце 1980-х, находясь в заключении, Кларк увлекся игрой в бридж. В течение ряда лет его постоянными партнерами по бриджу были трое известных серийных убийц, такие как Рэнди Крафт, Уильям Бонин и Лоуренс Биттейкер.
В 1992 году на основании многих фактов, подвергавших его виновность сомнению, Кларк подал апелляцию, которая была отклонена.
В том же году делу о убийствах молодых девушек в районе Сансет-Стрип была посвящена одна из серий ток-шоу Шоу Ларри Кинга, где при участии сторонников и противников виновности Дагласа Кларка обсуждался вопрос его виновности.
В 1996 году он дал интервью журналистам, посетившим его в тюрьме, в ходе которого изложил свою версию событий лета 1980-го.
30 декабря 2015 года Даглас Кларк в очередной раз пообщался с репортёрами в ходе их визита в тюрьму Сан-Квентин, в интервью Кларк даже по истечении более 35 лет заключения заявил о своей непричастности к серийным убийствам на Сансет-Стрип. Во время визита журналистов выяснилось, что Даглас Кларк за многочисленные нарушения правил и совершение противозаконных действий, сопряжённых с насилием в отношении охранников и других заключенных, был помещен в блок под «Adjusment Center» с исключительными мерами содержания, такие как: одиночное заключение, ограничение в передвижениях по территории тюрьмы и др. Приговоренные к смертной казни, находясь в «Adjustment center», проводят в своих камерах 23 часа в сутки, а в подобных условиях социальной изоляции могут находиться десятилетиями.
Сообщница Дага Кларка — Кэрол Банди — умерла в 2003 году, находясь в заключении.

## Смерть
В середине 2023 года из-за проблем со здоровьем Даглас Кларк покинул тюрьму Сан-Квентин и был переведён в больницу  «Marin General Hospital», расположенную недалеко от тюрьмы, где умер 11 октября 2023 года, проведя в тюрменом заключении с момента ареста более 43 лет.